# 小行星1008
小行星1008（1008 La Paz）是一颗围绕太阳公转的小行星。
該小行星以玻利維亞首都拉巴斯命名。

## 参数
这颗小行星的绝对星等为10.40等，自转周期为8.998小时。